# Santo Antônio da Patrulha
Santo Antônio da Patrulha ist eine Stadt im Bundesstaat Rio Grande do Sul in Brasilien und liegt 73 km entfernt von Porto Alegre, der Hauptstadt von Rio Grande do Sul.
Sie gehört zu den ersten vier Städten der Provinz São Pedro do Rio Grande do Sul, aus der der Bundesstaat Rio Grande do Sul hervorgegangen ist. Bei Gründung war sie für eine enorm große Fläche in Südbrasilien zuständig, aus der sich zahlreiche spätere Stadtgründungen herauslösten.